# Mattiastrum
Mattiastrum är ett släkte av strävbladiga växter. Mattiastrum ingår i familjen strävbladiga växter.

## Dottertaxa tillMattiastrum, i alfabetisk ordning[1]
- Mattiastrum acrocladum
- Mattiastrum amani
- Mattiastrum artvinense
- Mattiastrum asperum
- Mattiastrum aucheri
- Mattiastrum badghysii
- Mattiastrum calycinum
- Mattiastrum cappadocicum
- Mattiastrum corymbiforme
- Mattiastrum crista-galli
- Mattiastrum cristatum
- Mattiastrum cynoglossoides
- Mattiastrum dielsii
- Mattiastrum dieterlei
- Mattiastrum erysimifolium
- Mattiastrum flaviflorum
- Mattiastrum formosum
- Mattiastrum gracile
- Mattiastrum heratense
- Mattiastrum himalayense
- Mattiastrum howardii
- Mattiastrum incanum
- Mattiastrum karakoricum
- Mattiastrum karataviense
- Mattiastrum kurdistanicum
- Mattiastrum lamprocarpum
- Mattiastrum latiflorum
- Mattiastrum laxiflorum
- Mattiastrum leptophyllum
- Mattiastrum lithospermifolium
- Mattiastrum longipes
- Mattiastrum luristanicum
- Mattiastrum modestum
- Mattiastrum montbretii
- Mattiastrum multicaule
- Mattiastrum paphlagonicum
- Mattiastrum polyanthum
- Mattiastrum polycarpum
- Mattiastrum reuteri
- Mattiastrum sessiliflorum
- Mattiastrum shepardii
- Mattiastrum stenolophum
- Mattiastrum straussii
- Mattiastrum subscaposum
- Mattiastrum thomsonii
- Mattiastrum tibeticum
- Mattiastrum turcomanicum
- Mattiastrum velutinum